# فابريس فوكوبو أتود
فابريس فوكوبو أتود (بالفرنسية: Fabrice Fokobo)‏ (25 يناير 1994 في الكاميرون - ) هو لاعب كرة قدم كاميروني في مركز الدفاع. شارك مع منتخب الكاميرون تحت 17 سنة لكرة القدم. أما مع النوادي، فقد لعب مع سبورتينغ لشبونة ب وسبورتينغ لشبونة ونادي أروكا.

## روابط خارجية
- فابريس فوكوبو أتود على موقع قاعدة بيانات كرة القدم.إي يو (الإنجليزية)
- فابريس فوكوبو أتود على موقع Soccerway.com (الإنجليزية)
- فابريس فوكوبو أتود على موقع AS.com (الإسبانية)